# Helloways
 (septembre 2021).
Helloways est une entreprise numérique proposant une application web de randonnée pédestre et un webzine dédié à la microaventure, cofondée en décembre 2017 par Clément Lhommeau et Nicolas Chevolot et située à Annecy, en Haute-Savoie.

## Historique
Fondée en décembre 2017, Helloways lance son site web en mai 2018, avec cinquante itinéraires de randonnée autour de Paris. En 2019, l'entreprise propose de nouveaux itinéraires à Lyon, Bordeaux, Marseille, Nantes, Strasbourg et Bruxelles puis, en 2020, Toulouse et Lille[pertinence contestée].
En janvier 2020, Helloways produit un film-documentaire sur la microaventure autour de Paris réalisé par Adrien Plaud.
En 2021 Helloways crée son application mobile disponible sur le PlayStore et l'App Store[source secondaire souhaitée].

## Activités
Helloways fournit une application web permettant de rechercher une randonnée pédestre autour d'une ville, et de consulter une description en langue française de 1 000 sentiers de randonnée en France et en Belgique. Le descriptif pour chaque entrée inclut une carte topographique, une estimation de la difficulté d'un sentier, l'accessibilité en transport en commun ou encore le dénivelé. Le site compte 100000 utilisateurs inscrits en janvier 2021.
Helloways édite par ailleurs le webzine En Nature Simone. Il traite de sujets liés à la microaventure, à la randonnée pédestre et à la nature, comme l'arrêt en forêt de Fontainebleau.
En 2020, la Fédération française de la randonnée pédestre[source insuffisante] et Transilien[source insuffisante] deviennent partenaires d'Helloways.